# Pañca-bhūta
Nell'induismo i Pañca-bhūta (in sanscrito पञ्चभूत, lett. "cinque elementi") anche detti Pañca-mahā-bhūta (in sanscrito पञ्चमहाभूत, lett. "cinque grandi elementi") sono i cinque elementi costitutivi dell'aspetto più grossolano della materia. 
Essi sono:
- etere (ākāśa)
- aria (vāyu)
- fuoco (tejas)
- acqua (jala)
- terra (pṛthivī)

Come detto sono il mezzo attraverso cui si realizza la materia partendo dalle energie sottili (panca-tanmatra), si originano a cascata dal primo, l'etere che è l'unico tra i mahabhuta ad avere connotazione materiale seppur sottile, fino alla terra, prodotto ultimo. 
Questo schema di creazione a cascata si evince anche dalle qualità (gurvadi-guna) ad essi collegate:
- ākāśa: sottile (suksma), morbido (mrdu), leggero (laghu)
- vāyu: leggero (laghu), secco (ruksa), sottile (suksma), freddo (sita)
- tejas: caldo (usna), sottile e penetrante (suksma), leggero (laghu) e secco (ruksa)
- jala: fluida (visada), morbida (mrdu)
- pṛthivī: grossolana (sthula), stabila (sthira), pesante (guru) e dura (kathina)